# Ерік Гансен
Ерік Оскар Гансен (нім. Erik Oskar Hansen, 27 травня 1889, Гамбург — 20 березня 1967, Гамбург) — німецький військовий діяч, генерал кавалерії вермахту. Кавалер Лицарського хреста Залізного хреста.

## Біографія
1 жовтня 1907 року в вступив на службу в 9-й драгунський полк імені короля Румунії Кароля I (1-й Ганноверський), в якому служив до 1916 року. Під час Першої світової війни — полковий ад'ютант. З лютого 1917 року і до кінця війни — на різних штабних посадах. З листопада 1919 по березень 1920 року — член фрайкору Ергардта. Після війни продовжив службу в рейхсвері. Займав різні посади, серед яких — в штабі 1-ї кавалерійської дивізії, викладач кавалерійської школи в Ганновері. У 1931 році — штабний офіцер (Ia) тієї ж дивізії.
З 10 листопада 1938 року — командир 4-ї піхотної дивізії, яка брала участь в Польській і Французькій кампаніях; після виділення 15 серпня 40 року з цієї частини 14-ї танкової дивізії керує нею до 30 вересня того ж року. З жовтня 1940 року — голова німецької військової місії в Румунії. Під його командуванням формується 54-й армійський корпус, яким він керує з 1 червня 1941 по 20 січня 1943 року. Спочатку корпус включав в себе 50-у і 170-у німецькі та 5-у румунську піхотні дивізії, пізніше і 132-у піхотну дивізію. Протягом наступного періоду корпус підкорявся групі армій «Південь». Брав участь у прориві оборони Перекопу в жовтні 1941 року, облозі Севастополя, операції «Полювання на дрохв» в травні 1941 року, яка привела до розгрому військ Кримського фронту. У вересні 1942 року корпус підпорядкований групі армій «Північ» (під Ленінградом). 20 січня 1943 року знову призначений головою німецької військової місії в Румунії. 26 серпня 1944 року взятий в полон радянськими військами. Звільнений 10 жовтня 1955 року.

## Нагороди
- Залізний хрест 2-го і 1-го класу
- Ганзейський Хрест (Гамбург)
- Почесний хрест ветерана війни з мечами
- Медаль «За вислугу років у Вермахті» 4-го, 3-го, 2-го і 1-го класу (25 років)
- Медаль «У пам'ять 13 березня 1938 року»
- Медаль «У пам'ять 1 жовтня 1938» з планкою «Празький Град»
- Застібка до Залізного хреста 2-го і 1-го класу
- Орден Михая Хороброго
  - 3-го класу (22 серпня 1941)
  - 2-го класу (29 липня 1942)
- Лицарський хрест Залізного хреста (4 вересня 1941)
- Медаль «За зимову кампанію на Сході 1941/42»
- Німецький хрест у золоті (19 вересня 1942)
- Кримський щит